# Teodor Axentowicz
Teodor Axentowicz (em armênio: Թեոդոր Աքսենտովիչ; Brașov, 13 de maio de 1859 — Cracóvia, 26 de agosto de 1938) foi um pintor e professor universitário polaco-armênio.